# Famille Gillès de Pélichy et de Gillès
Pour les articles homonymes, voir Gillès.
La famille de Gillès, et à partir de 1872 également : Gillès de Pelichy, est une famille originaire de Tournai, comptant une branche belge et une branche française, dont les membres de la branche belge appartiennent à la noblesse belge moderne depuis 1829.

## Histoire
La filiation prouvée commence avec Josse Gilles qui achète deux maisons à Tournai en 1495, première mention de cette famille. La descendance s'est d'abord installée aux Pays-Bas, puis en Belgique et en France.
Le 13 septembre 1752, les trois fils résidant à Amsterdam de Philippe-Jean Gillès et de son épouse, Maria van der Hooch, obtiennent de l'impératrice Marie-Thérèse la confirmation de leur noblesse avec concession pour autant que de besoin, et l'octroi du titre de chevalier .
Les descendants de l'aîné d'entre eux, Jean-Philippe Gillès (1725-1777), firent souche en Belgique. Le deuxième frère, Jacques-Louis Gillès (1728-1780), épouse une lilloise, Marie Anne Angélique Van der Cruisse de Waziers et fonde avec elle la branche française. Le troisième frère, Corneille-Jacques Gillès (1730-1781), reste à Amsterdam, se marie aussi, mais n'a pas de descendance.

### Branche belge
Le 2 décembre 1829, Philippe Gillès (1796-1874), sénateur et maire de 's-Gravenwezel, reçoit reconnaissance de sa noblesse avec le titre d'écuyer, mais il n'eut pas de descendance. Son frère Louis Gillès (1798-1876) reçut la même reconnaissance de noblesse en 1829. En 1842 il obtient également le titre de baron pour lui et toute sa descendance mâle. En 1872, il obtient encore l'autorisation pour lui et sa descendance d'ajouter à son nom celui de sa belle-famille, de Pélichy. Au XXIe siècle, la descendance des Gillès de Pélichy est représentée par plusieurs dizaines de mâles vivants. Les membres de cette branche sont alliés à de nombreuses autres familles nobles belges. Plusieurs d'entre eux se sont illustrés au service de l'Etat. Plusieurs descendants de cette branche, belge à l'origine, se sont implantés en France au XXe siècle, et y ont fait souche.

### Branche française

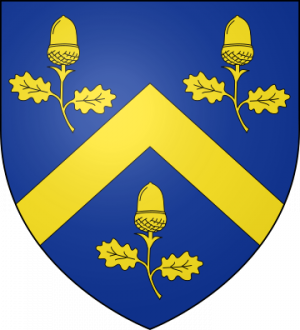
Blason de Gillès

Le chevalier Jacques-Louis Gillès (1728-1780) épouse à Lille en 1759  Marie Anne Angélique Van der Cruisse de Waziers (famille Van der Cruisse de Waziers). Leur descendance habite à Lille jusqu'au début du XIXe siècle, puis se fixe près d'Amiens, en achetant en 1821 le château du Saulchoix. Ayant pris le nom de Gillès, elle s'allie aux familles françaises Jourdain de Thieulloy, du Passage, Le Bègue de Germiny, de Guillebon, du Bos, Le Saulnier de Saint-Jouan, Signard d'Ouffières, de Fromont de Bouaille, de Saint-Vincent, de Saint-Pol, de Roffignac, de Mons de Carantilly, etc. Cette descendance subsiste au XXIe siècle.

## Héraldique

### Armoiries concédées en 1752
D'azur, au chevron d'or, accompagné de trois glands d'or, feuillés de même. Heaume d'argent, grillé, liseré et couronné d'or, hachemens aux émaux de l'écu, et pour cimier un lion naissant de gueules. [Supports :] deux griffons d'or, armés et lampassés de gueules, et pour devise 'In aeternum non commovebitur'. Ces armoiries restent celles de la branche française : de Gillès.
1829 : En glaçure, chargée d'un chevron, accompagné de deux feuilles en pointe d'un gland, le tout en or. L'écu recouvert d'un casque d'argent, couronné, percé, barré et orné d'or, bordé d'une gorge, d'où s'élève une gorge de lion en signe de casque, de plus avec ses casques de saphir et d'or. Le bouclier est retenu des deux côtés par un griffon d'or grimpant la tête à l'envers, langueté et cloué à la gorge. Sous les armoiries, la devise « In aeternum non commovebitur ».

### Armoiries concédées en 1842 à la branche Gillès de Pélichy
Écartelé, au premier et quatrième d'azur, au chevron accompagné de trois glands tigés et feuillés d'or, qui est de Gillès, au deuxième et troisième de sinople, à la fasce d'argent, accompagné des trois roses d'or, tigées et feuillées de sable, deux en chef [et] une en pointe, qui est de Pelichy.
L'écu timbre de la couronne de baron, surmontée d'un heaume d'argent, couronné, grillé, colleté et liseré d'or, fourré et attaché de gueules, lambrequins d'azur et d'or. Cimier : un lion issant de gueules. Supports : deux griffons contournés d'or, bras et lampassés de guules. Au dessous la devise : 'In aeternum non commovebitur' d'or, sur azur. Ces armoiries sont celles de la branche belge : Gillès de Pélichy.

## Personnalités
- Philippe Gillès de s'Gravenwezel (1796-1874), sénateur (Belgique) ;
- Louis Gillès de Pélichy (1798-1876) sénateur (Belgique), frère du précédent ;
- Charles Gillès de Pélichy (1872-1958), député puis sénateur (Belgique), petit-fils du précédent ;
- Guido, dit Guy Gillès de Pélichy (1918-1999), député (Belgique), fils du précédent ;
- Olivier Gillès de Pélichy (1945), ambassadeur de Belgique, fils du précédent ;
- Bénédict Gillès de Pélichy (1885-1928), bourgmestre de Snellegem (Belgique), petit-fils de Louis Gillès de Pélichy (1798-1876), supra
- Daniel Gillès de Pélichy (1917-1981) écrivain, fils du précédent ;
- Constance Gillès de Pélichy, petite-nièce du précédent, maire de La Ferté Saint Aubin, conseillère régionale de la région Centre-Val de Loire et députée du Loiret (France).

## Filiation de la branche Gillès de Pélichy
- Jean-Philippe Gillès, (1728 - 1777), nommé chevalier le 13 Septembre 1752;
  - Louis Michel Gillès, (5/5/1757 - 22/11/1811);
    - Marie Gillès, (24/7/1783 - 1/12/1840), épouse de François de Robiano;
    - Jeanne Gillès, (6/10/1792 - 14/3/1866), épouse de Louis Paul van de Werve;
    - Philippe Gillès, (19/7/1796 - 30/11/1874), sénateur belge de 1848 à 1867;
    - Louis Gillès de Pélichy, (25/6/1798 - 29/4/1876), sénateur belge en 1854;
      - Baron Joseph Gillès de Pélichy (Anvers, 12 août 1829 - Molembaix, 7 février 1860), marié en 1856 avec Caroline de La Croix de Maubray (1831-1892), dont postérité ;
      - Marie Gillès de Pélichy (Anvers, 23 mars 1831 - Espierres, 21 juin 1906), mariée en 1854 avec le baron Armand del Fosse et d'Espierres (1829-1916), sans postérité ;
      - Baron Philippe Gillès de Pélichy (Anvers, 12 août 1832 - s'Gravenwezel, 29 novembre 1920), marié en 1862 avec Caroline de Brouchoven de Bergeyck (1837-1915), dont postérité ;
      - Sophie Gillès de Pélichy (Anvers, 31 octobre 1833 - Anvers, 16 novembre 1833) ;
      - Baron Jean Gillès de Pélichy (Anvers, 6 août 1837 - Anvers, 28 octobre 1919), marié en 1861 avec Mathilde Moretus (1841-1863), sans descendance ;
      - Baron Charles Gillès de Pélichy, père jésuite (Anvers, 3 janvier 1839 - Iseghem, 27 juillet 1872) ;
      - Baron Alexandre Gillès de Pélichy, succède à ses parents au château de Blauwhuis, à Iseghem (Anvers, 19 septembre 1844 - Bruges, 9 mars 1926), marié en 1871 avec la baronne Savina Van Caloen (1850-1921), soeur de Dom Gérard Van Caloen. Elle fait entrer dans la famille le château de Male, dont postérité : leur fils
        - Charles Gillès de Pélichy fut membre de la Chambre des représentants, puis sénateur ;
          - Baron Léon Gillès de Pélichy (Montpellier, 23 février 1903 - Grasse, 14 janvier 1959), marié en 1925 avec Geneviève de Brouchoven de Bergeyck (1904-1947), puis en 1948 avec Madeleine Vanzandycke (1908-1959), dont postérité ;
          - Marie-Louise Gillès de Pélichy, religieuse (Bruges, 18 juillet 1904 - Bruges, 6 janvier 1931) ;
          - Marie-Thérèse Gillès de Pélichy (Lophem, 18 août 1905 - Pau, 5 octobre 1939) ;
          - Marie-Josèphe Gillès de Pélichy (Bruges, 18 mars 1907 - Aalter, 8 janvier 1999), mariée en 1929 avec le comte Antoine de Looz-Corswarem (1906-1993), dont postérité ;
          - Baron Jacques Gillès de Pélichy (Bruges, 21 juin 1908 - Lyon, 1er mars 1940) ;
          - Savina Gillès de Pélichy (Bruges, 22 février 1910 - Herve, 4 décembre 1992), mariée en 1933 avec le baron Adolphe de Royer de Dour de Fraula (1907-1997), dont postérité ;
          - Elisabeth Gillès de Pélichy (Gits, 21 août 1911 - Huy, 1er juin 2001), mariée en 1935 avec Auguste Guy de Wautier (1912-1993) ;
          - Baron Raymond Gillès de Pélichy (Gits, 14 septembre 1912 - Paris, 17 juillet 1989), marié en 1936 avec Elisabeth de Wautier (1916-2006), dont postérité ;
          - Ghislaine Gillès de Pélichy (Bruges, 19 décembre 1913 - Woluwe Saint Pierre, 5 juin 2010), mariée en 1938 avec Jean Ruffo de Bonneval de La Fare (1912-1970), dont postérité ;
          - Anne Gillès de Pélichy (Sainte-Adresse, 9 mai 1915 - Bruges, 7 novembre 2002), mariée en 1944 avec le chevalier Christian de La Kethulle de Ryhove (1917-2009), dont postérité ;
          - Guido Gillès de Pélichy, (15/7/1918 - 13/6/1999), député à la Chambre des représentants de 1946 à 1965:
            - Olivier Gillès de Pélichy, (20/8/1945), fut ambassadeur de Belgique de 2005 à 2009.

        - Bénédict Gillès de Pélichy, (17/6/1885 - 5/8/1928), maire de Snellegem;
          - Adrien Gillès de Pélichy (1909-1979), marié en 1930 avec Godelieve Fraeys de Veubeke (1910-2003), dont postérité ;
          - Marie Gillès de Pelichy (1910-1983), mariée en 1932 avec Jacques de Laveleye (1906-1988), dont postérité ;
          - Geneviève Gillès de Pelichy (1911-2003), mariée en 1932 avec le baron Yves de Brouwer (1907-1984), dont postérité ;
          - Baron Jean Gillès de Pelichy (1913-2007), bénédictin et missionnaire au Zaïre ;
          - Clotilde Gillès de Pelichy (1914-2014), mariée en 1938 avec José de Schietere de Lophem (1913-1996), maire d'Oedelem, dont postérité ;
          - Baron Baudouin Gillès de Pélichy (1915-1997), maire de Snellegem, marié en 1937 avec Cécile della Faille de Leverghem (1906-2000), dont postérité ;
          - Daniel Gillès de Pélichy, (7/5/1917 - 18/5/1981), écrivain.
          - Baron Albert Gilles de Pelichy (1918-2000), marié en 1942 avec Edith de Brouwer (1921-2011), dont postérité : ils sont les grands-parents de Constance de Pélichy ;
          - Marguerite Gillès de Pelichy (1920-2004), religieuse bénédictine.

## Demeures
- Château Saint-Antoine de Molenbaix, à Molenbaix (Belgique) ;
- Château de Male (Belgique) ;
- Château de Blauwhuis, à Iseghem (Belgique) ;
- Château de s'Gravenwezel, à Schilde (Belgique) ;
- Château de Snellegem (Belgique) ;
- Château du Saulchoix, à Clairy-Saulchoix (France).